# 森田喜美男
森田 喜美男（もりた きみお、1911年（明治44年）11月28日 - 2002年（平成14年）7月30日）は、日本の政治家。1973年から1997年まで東京都日野市長を務めた。全国市長会理事、東京都市長会顧問などを歴任。

## 来歴
鳥取県出身。東京帝国大学農学部実科を卒業後、旧満州で農業指導員を務め、終戦後は日野市内で養鶏場を経営。同市議を2期務めた後、1973年の同市長選に出馬。日本社会党、日本共産党、公明党などでつくる「新しい革新日野市政をつくる会」を支持母体として、保守系の現職・古谷栄をやぶり初当選、都内9番目の革新市政が誕生した。
その後5期連続で市長を務め、1993年の市長選ではこれまで与党だった社会党が離脱し、共産党単独推薦で臨むこととなったが2新人をやぶり6選。当時81歳だった森田は、全国最高齢の市長となった。1997年に引退を表明し、2002年7月30日に心不全のため90歳で死去。

## 主な施策

### 高速道路への固定資産税課税
1995年11月に道路審議会にて「高速道路の永久有料化」の方針が出されたことを受け、翌年2月、日野市内を通る中央自動車道への固定資産税課税を打ち出した。これに対しては高速道を管理する日本道路公団や建設省、自治省（いずれも当時）は猛反発し、中でも当時建設大臣だった亀井静香は「市長はアルツハイマーじゃないの」と発言するなど、国内を揺るがす大問題となった。しかし、森田が高齢を理由に7選を断念したこと、1997年の市長選において、高速道への課税に慎重な立場をとる馬場弘融が当選したことにより、課税問題は事実上立ち消えした。なお、日野市と同じく中央自動車道が通る国立市と三鷹市の各議会では同時期に、高速道路課税を求める決議が可決されている。また国会でも高速道路課税も含む国の負担措置を付帯決議として成立させており、それを建設大臣が知らないことを受けて、「アルツハイマーはどちらか」という意見も日野市内を中心に大きく起こった。

### ごみ問題
日野市では昭和30年代以降に宅地開発が進む中で、家庭から出されるごみの処理をいかにして効率化させるかが課題となっており、森田も市長就任当時から高い関心を持っていた。これに対応するべく、ごみやし尿の中間処理施設の整備やボックス収集を通じて合理化を進めた。その後、減量化やリサイクルへの転換を図るのが最善の策と考えた森田は、企業に対しては生産段階からごみを出さないという意識改革を、市民に対しては従前の生活態度を改めるよう呼び掛けた。この動きは次期市長・馬場弘融により「ごみ改革」へと発展した。

### 日野方式
小学校では1957年から、中学校では1981年からそれぞれ順次完全給食（自校式）となっているが、市が都市農業を進めたいとの考えもあり、1983年には農業協同組合などと連携して、小中学校各2校の給食に市内で採れた野菜の提供を開始。これは全国に先駆け地産地消運動を進めたものとして、「日野方式」と呼ばれる。